# Hajak
Der Begriff Hajak (Mz. Hajaki) ist eine spöttische bzw. abwertende alte niedersorbische Bezeichnung für einen Obersorben (Sorben aus Sachsen siehe Sorbisches Siedlungsgebiet). Sie beruht auf dem obersorbischen Wort haj („ja“), das im Niedersorbischen unbekannt ist („ja“ = jo).

## Benutzung
Ausschlaggebend um jemanden als Hajak zu bezeichnen ist in erster Linie die obersorbische Mutter- oder Zweitsprache des "Hajaks", aber auch das bürgerlich-städtische Benehmen, das sich oft nicht mit der ländlich-bäuerlichen Mentalität ähnelte, war ein weiterer Punkt um eine Person als Hajak zu bezeichnen. Fernere Kriterien sind u. a. der Glaube, da viele obersorbische Muttersprachler katholischen Glaubens sind.
Der Begriff wurde nach dem Zweiten Weltkrieg vor allem von der wendischen Bevölkerung benutzt, um die Lehrer aus der Oberlausitz, die in der Niederlausitz arbeiteten, zu verunglimpfen. Die niedersorbisch-wendischen Eltern befürchteten u. a., dass ihre Kinder in der Schule die obersorbische Schriftsprache erlernen, anstatt der Wendischen. Auch hatten sie Angst vor einer Bevormundung aus der obersorbischen Kulturstadt Bautzen.

## Heutige Situation
Heute wird der Begriff nur noch sehr selten verwandt und dann auch nur noch von der älteren Generation, da die heutigen Generationen in den seltensten Fällen die wendische Sprache als Kommunikationsmittel untereinander verwenden.